# Hof van Villers
Het Hof van Villers is een kasteel in de Antwerpse plaats Schoten, gelegen aan Villerslei 133-135; het maakt deel uit van Schotenhof.

## Geschiedenis
Omstreeks 1220 werd een klooster gebouwd, een succursaal van de Abdij van Villers, die ongeveer de helft van het grondgebied van Schoten bezat, een domein van bijna tweeduizend hectare. Tachtig abten regeerden van hieruit over het gebied waaruit de latere gemeente Schoten zich heeft ontwikkeld. In 1542 werd het klooster vernield door troepen van Maarten van Rossum. Ook tijdens de godsdiensttwisten in de 3e helft van de 16e eeuw werd het klooster vernield en werden de monniken verdreven. In 1597 kwamen deze terug en geleidelijk werd het klooster weer herbouwd. Mogelijk was dat werk voltooid in 1661. Tussen 1685 en 1750 werden de woeste gronden rondom beplant met dennen.
In de Franse tijd werd het klooster opgeheven en in 1797 werden de bezittingen openbaar verkocht.
Het domein werd nu eigendom van ondernemers en eind 19e eeuw kwam er adel op het Hof van Villers wonen.
In 1921 kwam het domein aan de familie della Faille de Leverghem, en in 1958 werd het kasteel een vormingscentrum. Het domein van 324 ha werd verkaveld tot villabos, bekend als Schotenhof. Het kasteel werd gerestaureerd, de oude kapel van het klooster is omgebouwd tot zwembad. Het domein van 5 hectare heeft ook een 1 kilometer lange slotgracht.

## Gebouw
Het betreft een bakstenen gebouw uit het 3e kwart van de 17e eeuw, gebouwd als een kasteeltje en gelegen op omgracht terrein. De vleugels, onder zadeldaken, zijn voorzien van trapgevels en aan de zuidzijde vindt men een achtkante hoektoren.
Het bijgebouw is van omstreeks 1850.